# Бибергеминд
Бибергеминд (њем. Biebergemünd) општина је у њемачкој савезној држави Хесен. Једно је од 28 општинских средишта округа Мајн-Кинциг. Према процјени из 2010. у општини је живјело 8.343 становника. Посједује регионалну шифру (AGS) 6435003.

## Географски и демографски подаци
Бибергеминд се налази у савезној држави Хесен у округу Мајн-Кинциг. Општина се налази на надморској висини од 135-200 метара. Површина општине износи 78,6 km².

## Становништво
У самом мјесту је, према процјени из 2010. године, живјело 8.343 становника. Просјечна густина становништва износи 106 становника/km².